# Ogdens’ Nut Gone Flake
Az 1968-as Ogdens’ Nut Gone Flake a Small Faces sikeres koncepcióalbuma. A brit albumlistán június 29-én elérte az első helyet, és hat hétig ott is maradt. Szerepel az 1001 lemez, amit hallanod kell, mielőtt meghalsz című könyvben.

## Az album dalai
| 1. | Ogdens' Nut Gone Flake     | Steve Marriott, Ronnie Lane, Ian McLagan, Kenney, Jones | 2:26 |
| 2. | Afterglow (Of Your Love)   | Marriott, Lane                                          | 3:31 |
| 3. | Long Agos and Worlds Apart | McLagan                                                 | 2:35 |
| 4. | Rene                       | Marriott, Lane                                          | 4:29 |
| 5. | Song of a Baker            | Marriott, Lane                                          | 3:15 |
| 6. | Lazy Sunday                | Marriott, Lane                                          | 3:05 |

| 1. | Happiness Stan      | Marriott, Lane                 | 2:35 |
| 2. | Rollin' Over        | Marriott, Lane                 | 2:50 |
| 3. | The Hungry Intruder | Marriott, Lane, McLagan        | 2:15 |
| 4. | The Journey         | Marriott, Lane, McLagan, Jones | 4:12 |
| 5. | Mad John            | Marriott, Lane                 | 2:48 |
| 6. | Happy Days Toy Town | Marriott, Lane, McLagan        | 4:17 |

## Közreműködők
- Steve Marriott – ének, gitár
- Ronnie Lane – ének, basszusgitár
- Ian McLagan – gitár, orgona
- Kenney Jones – dob